# Vampiras
Vampiras es una telenovela juvenil producida por la productora Pájaro y transmitida durante el primer semestre del año 2011 del área dramática de Chilevisión. Comenzó a ser transmitida el 6 de abril del 2011 y finalizó el 9 de noviembre del 2011. Escrita por Yusef Rumie y con la colaboración de Carla Stagno y Camilo Torres.
Es protagonizada por Carla Jara, Faloon Larraguibel, María Paz Jorquiera, Gianella Marengo. Cuenta con las participaciones antagónicas de Catalina Palacios, Jaime Artus y Damián Bodenhöfer, y cuenta con las participaciones estelares de Karol Dance, Rodrigo Avilés, Laura Prieto, Lucila Vit.
En su estreno el 6 de abril alcanzó 12,6 puntos de índice de audiencia, liderando la sintonía en su horario.

## Argumento
Tres sensuales, bellas, adorables y perfectas adolescentes vampiras, Violeta (Carla Jara), Vania (Faloon Larraguibel) y Verona (Gianella Marengo) llegan a vivir en la casa de al lado de los gemelos Zarricueta, Nico (Karol Lucero) y Tuco (Rodrigo Avilés), dos nerds que con la llegada de estas nuevas chicas verán revolucionadas sus vidas y aprenderán cuan peligroso y divertido es enamorarse de una vampira. Pero las hermanas Piuchen no cuentan con que Tabata (Catalina Palacios)vendrá con el único objetivo de eliminarlas con la ayuda de Natlian (Damián Bodenhöfer), ellos son unos extraños vampiros pero ante la vista de los demás personas son humanos, vienen a destruir a las hermanas para vengarse de la familia Piuchen, por alguna razón del pasado, y a todo esto se verá la llegada de una hermana que se encontraba oculta desde hace mucho tiempo, Victoria (María Paz Jorquiera), la cual vendrá a generar muchos más problemas a la familia Piuchén.

## Elenco
- Carla Jara como Violeta Piuchén / Princesa Ateloiv.
- Faloon Larraguibel como Vania Piuchén.
- María Paz Jorquiera como Victoria Piuchén.
- Gianella Marengo como Verona Piuchén.
- Karol Dance como Nicolás "Nico" Zarricueta.
- Rodrigo Avilés como Tuco Zarricueta.
- Jaime Artus como Marío Joaquino Riconi Barsetti.
- Catalina Palacios como Tabata Romanov.
- Damián Bodenhöfer como Rafael de la Cruz / Natlian Romanov.
- Montserrat Prats como Azuzena Ramírez "Pepper".
- Lucila Vit como Pamela "Pame" Lascarruain.
- Laura Prieto como Carolina "Caro" Valdebenito.
- Iván Cabrera como Canopy.
- Carolina Paulsen como Perla V. de Zarricueta
- Felipe Armas como Juan Hellsing.
- Gonzalo Robles como Conde Bonifacio Piuchén
- Gabriela Ernst como Tiffany Power.
- Nicolás Pérez como Artur.
- Julio César Serrano como Carlos.
- Francesca Cigna como Gertrudis/La Bruja Verde.
- Camila Nash como Pandora.
- Pablo Schilling como Esteban Piro.
- Jaime Omeñaca como Valerio.
- Cristian Jara Hardcorito como Carcacha.
- Fernando Alarcón como Vladimir Darivenco / Alejandro Romanov.
- Jeannette Moenne-Loccoz como Teté Barsetti.
- Rolando Valenzuela como Ricardo Riconi.
- Paulina Hunt como Rufina Rubilar.
- Paola Troncoso como Sussy Valdebenito.
- Juan de Dios Eyheramendy como Lolo Manolo Caraccolo.
- Eliana Albasetti como Doncella.
- Marco Enríquez-Ominami como Político Vampiro.
- Eduardo Cruz-Johnnson como Conductor de noticias.
- Ramon Llao como Tico Zarricueta.
- Willy Benítez como Profesor Serrucho.
- Edith Rivera como Boutifarra Catalá.
- Ana Maria Gazmuri como Samantha.
- Mónica Ferrada como María José "Cote".
- Camilo Huerta como Beto.
- Ricardo Lagos Weber como Vampiro diputado.
- María Laura Donoso como La jueza.